# 大浜町 (愛知県)

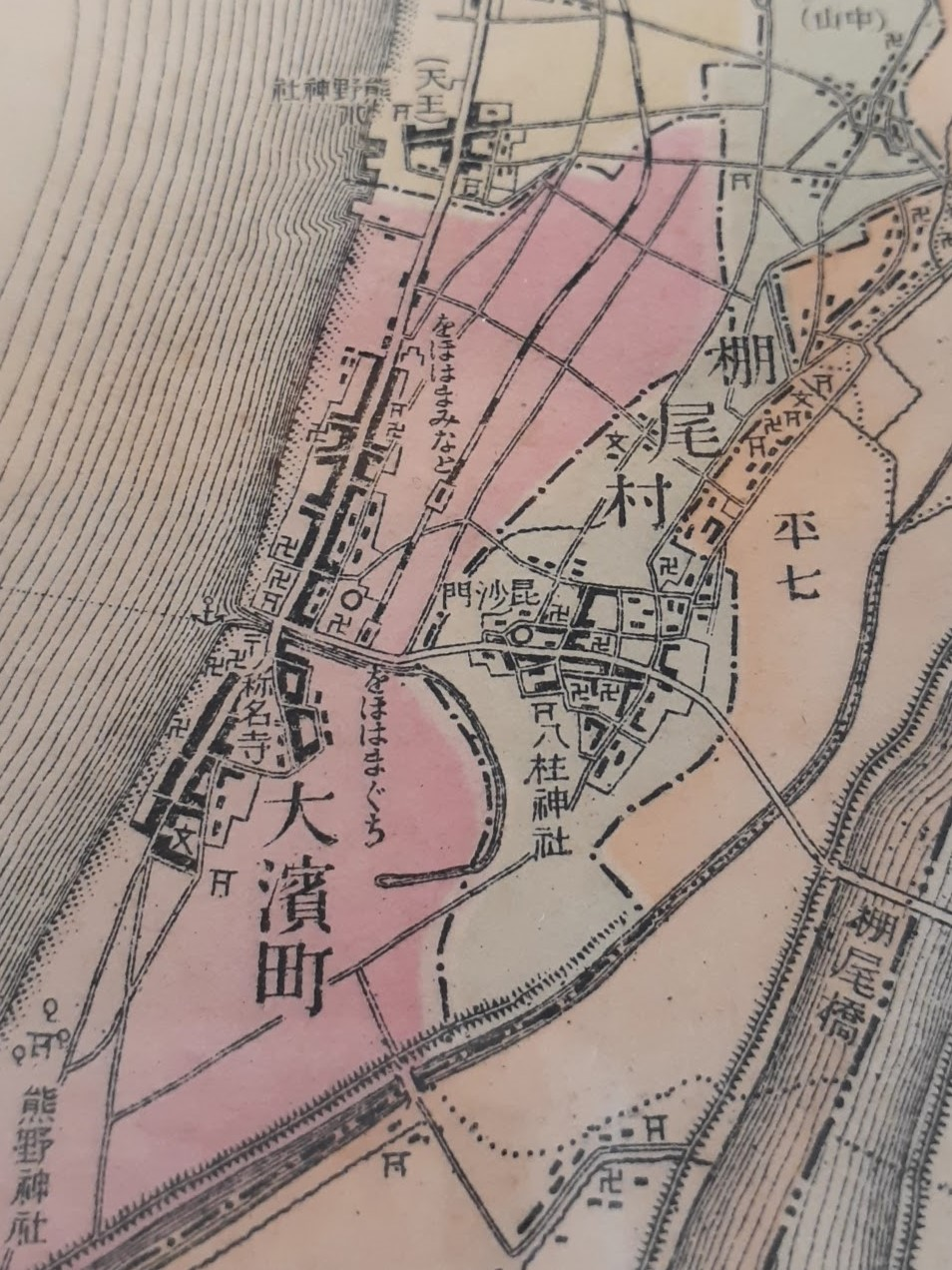
1917年の大浜町

大浜町（おおはまちょう）は、かつて愛知県碧海郡にあった町である。江戸廻船の基地である大浜湊（大浜港）があり、古くから海運で栄えた。
現在の碧南市の中心部（野田町、松本町、沢渡町、伊勢町、宮町、浜田町、西浜町、塩浜町、錦町、築山町、音羽町、浜寺町、中町、羽根町、本郷町、作塚町、石橋町、中松町、権現町、岬町、若松町、入船町、権田町、大浜上町、向陽町、植出町、宮後町、末広町、栄町、雨池町）に該当する（詳しくは碧南市の地名#旧大浜町を参照）。

## 沿革
衣ヶ浦と呼ばれた海に突き出す半島状の大村。海に沿って大きな砂浜（大浜）が広がり、大浜湊（大浜港）は古くから海上交通の要衝として栄えた。
『和名抄』では幡豆郡大浜郷に属していたが、近世矢作川の改修によって碧海郡に編入された。1409年（応永16年）の『熊野道者日記』（大乗院記録）に「一所大浜郷」と記され、1499年（明応8年）の『富士歴覧記』に「緒川より舟にて三河へ行侍しに、（中略）大浜といふ所へ舟よせて」とある。連歌師宗牧の『東国紀行』（1544年、天文14年）には「舟のこと昨日よりいひつけられたれば、てまもいらず、暮れはてて、参河大浜まで押しつけたり」とある。
- 1559年（永禄2年） - 徳川家康が大浜郷七ヵ寺に朱印地を与える。
- 1576年（天正4年） - 徳川家康が羽城[1]を築城する。

藩政期の大浜町は、1604年（慶長9年）幕府領、1625年（寛永2年）西尾藩領、1643年（寛永20年）幕府領、1645年（正保2年）西尾藩領、1659年（万治2年）幕府領、1769年（明和6年）大浜藩領、1777年（安永6年）沼津藩領となって幕末に至る。
- 1625年（寛永2年）頃 - 碧海郡大浜村の一部が棚尾村として分立する。
- 1768年（明和5年） - 水野忠友が大浜藩を立藩し、大浜陣屋を築く。
- 1774年（安永3年） - 忠友が駿河沼津藩に移され、大浜藩は廃藩となる。大浜村などは、そのまま沼津藩領となったため、大浜陣屋は廃藩置県まで残る。
- 1871年（明治4年） - 大浜騒動が起こる。
- 1883年（明治16年）11月28日 - 大浜村の一部（新川北岸）が分立し、北大浜村となる。
- 1889年（明治22年）10月1日 - 大浜村が町制施行して碧海郡大浜町となる。
- 1948年（昭和23年）4月5日 - 大浜町、新川町、棚尾町、旭村と合併して碧南市が発足し、大浜町は廃止される。

## 教育

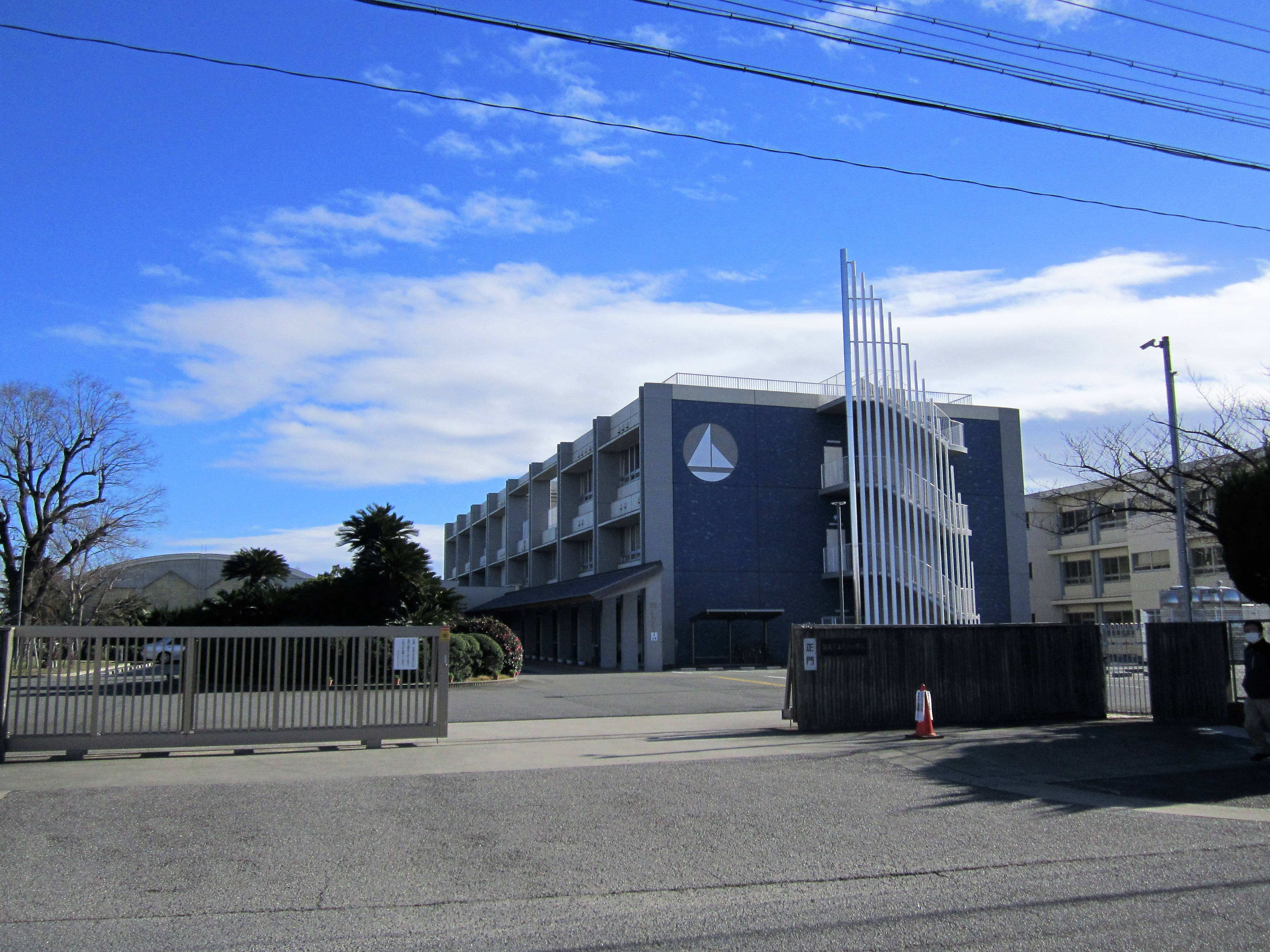
現在の碧南市立大浜小学校（旧・大浜町立大浜小学校）

### 小学校
- 大浜町立大浜小学校

### 中学校
- 大浜町立大浜中学校[2]

## 交通

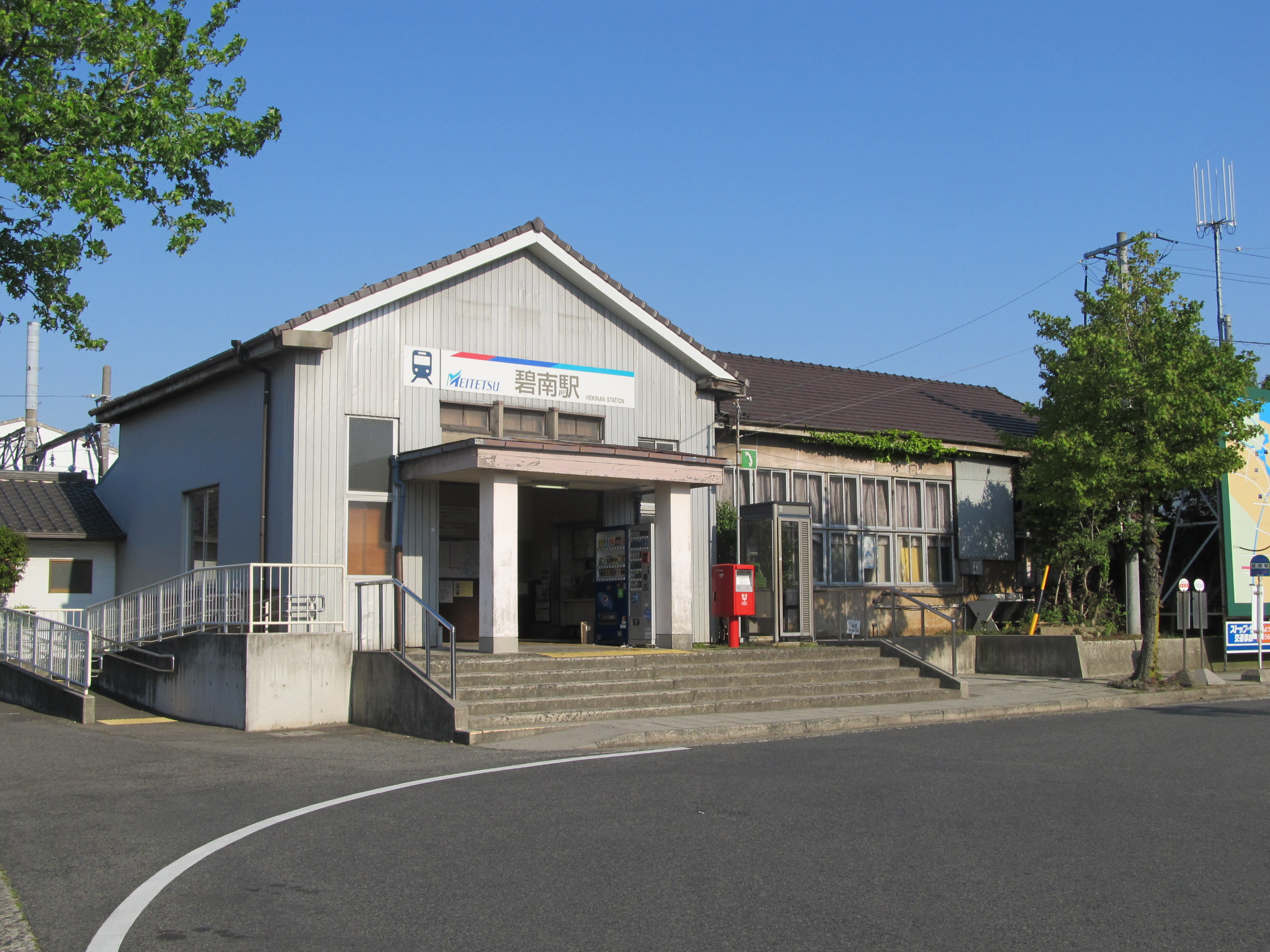
現在の碧南駅（旧・大浜港駅）

### 街道
- 大浜街道
- 平坂街道
- 岡崎街道

### 鉄道
- 名古屋鉄道三河線
  - 新須磨駅・大浜港駅・玉津浦駅

## 神社・仏閣

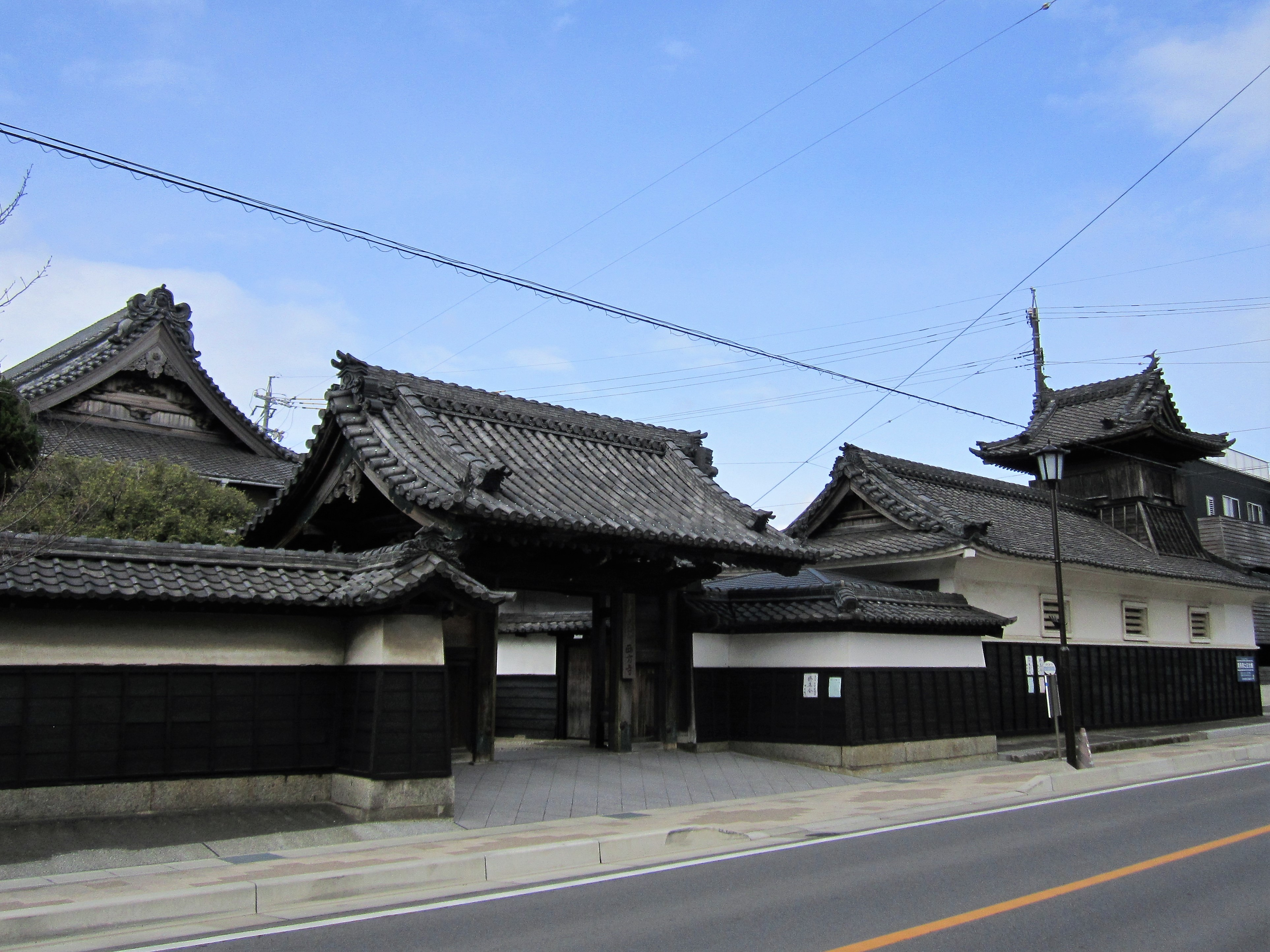
西方寺

- 大浜てらまち
  - 西方寺
  - 清浄院
  - 称名寺
  - 林泉寺
  - 海徳寺
  - 本伝寺
  - 常行院
  - 宝珠寺
  - 深称寺
  - 観音寺
- 大浜稲荷社
- 大浜東照宮
- 大浜熊野大神社
- 玉津浦神社

## 娯楽

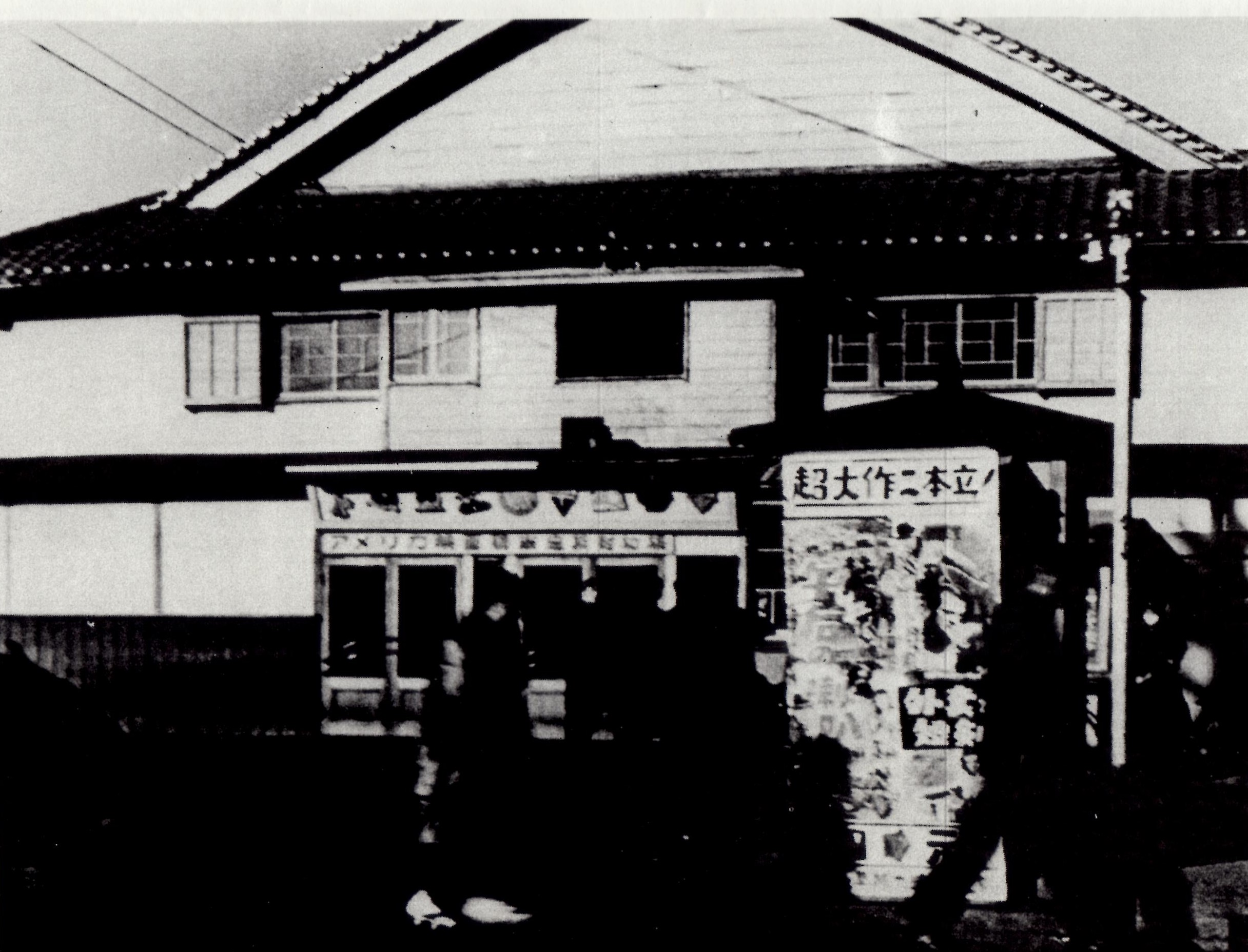
1951年の寿々喜座

- 玉津浦海水浴場
1915年（大正4年）7月15日、大浜熊野大神社の西側に玉津浦海水浴場が開場した[3]。なお、前年の1914年（大正3年）には新須磨海水浴場も開場している[4]。1921年（大正10年）には日赤大浜児童保養所が開設され、愛知県中から集まった虚弱児童が海水浴を楽しんだ[3]。1926年（大正15年）に開業した三河鉄道玉津浦駅（後の名鉄三河線玉津浦駅）はこの海水浴場が名称の由来である。1959年（昭和34年）の伊勢湾台風後には護岸工事が行われ、さらに1964年（昭和39年）には衣浦港の造成工事に着工したことで、昭和40年代には玉津浦海水浴場も消滅した。大浜熊野大神社の松林の中には共同シャワーの遺構が残っている[5]。
- 寿々喜座
1879年（明治12年）に大浜村営の蓬莱座として開館した劇場。現在の碧南市域では初めて開館した劇場である[6]。1902年（明治35年）には民間に譲渡され、寿々喜座（すずきざ）に改称した。当初は浪花節や軽演劇が上演されていたが、やがて映画が主体となり、戦後には洋画の専門館としてにぎわった[7]。1960年（昭和35年）の碧南市には、寿々喜座、新盛座、新川キネマ、浜劇、三栄座と5館もの映画館がひしめいていた[8]。蓬莱座としての開館から84年後、1963年（昭和38年）に閉館した。跡地には碧海信用金庫碧南支店が建っている[9]。

## 電気
かつて大浜町に電燈会社があった。才賀藤吉が1911年（明治44年）10月25日に事業許可を受け碧海電気を12月に設立。1912年（大正元年）8月4日に事業開始。発電所はもたず岡崎電燈より受電した。送電区域は大浜町、新川町、棚尾村、高浜町。1920年（大正9年）岡崎電燈に合併され、1923年（大正12年）に大浜火力発電所が建設された。1944年（昭和19年）の東南海地震により発電所の煙突が倒壊。その後は変電所となった。

## 出身者
- 永田徳本 - 戦国期から江戸初期の医師。1513年（永正10年）に大浜に生まれたという。
- 永井直勝 - 戦国期から江戸初期の武将。下総古河藩初代藩主。1563年（永禄6年）に碧海郡大浜郷（現碧南市羽根町）に生まれる。
- 鈴木清一 (実業家) - ダスキン創業者。